# 俳句賞「25」
俳句賞「25」（はいくしょうにじゅうご）は、高校生を対象とした俳句のコンクール。主催は俳句賞「25」実行委員会。
俳句を愛する高校生の目標の一つとなるべく設立された。

## 概要
4～7人で1チームを形成し、未発表25句1連を作成する。学校単位の参加だけではなく、混成チームで応募することも可能。
東京大学・早稲田大学・慶應義塾大学の学生俳句会が先頭となり、運営されている。高校生の未来を見据え、大学進学後の数多の俳句の道を提示することも目的となっている。

## 受賞一覧

### 第1回（2018年）
- 大賞 - 「むし・けもの」神奈川県立横浜翠嵐高等学校
- 奨励賞 - 「蒼き呼吸」開成高等学校
- 奨励賞 - 「屈折率」福岡県立筑紫丘高等学校

### 第2回（2019年）
- 大賞 - 「つばさめく」開成高等学校
- 奨励賞 - 「ゆるやかに」神奈川県立横浜翠嵐高等学校
- 奨励賞 - 「回りきる」混成チーム

### 第3回（2020年）
- 大賞 - 「我らが日々に」神奈川県立横浜翠嵐高等学校
- 奨励賞 - 「地を出る」名古屋高等学校
- 奨励賞 - 「鰓呼吸」洛南高等学校

### 第4回（2021年）
- 大賞 - 「星の図鑑」開成高等学校
- 奨励賞 - 「静かなる」海城高等学校
- 奨励賞 - 「小舟」星野高等学校

### 第5回（2022年）
- 大賞 - 「書き出し」立教池袋高等学校
- 奨励賞 - 「火やつかむ」海城高等学校
- 奨励賞 - 「風の記憶」神奈川県立横浜翠嵐高等学校

### 第6回（2023年）
- 大賞 - 「つつけば」洛南高等学校
- 奨励賞 - 「信号は青」福島県立磐城高等学校
- 奨励賞 - 「遠霞」岡山県立岡山朝日高等学校

## 選者
運営学生俳句会の大学OB・OGから選出されている。

### 第1回（2018年）
- 西村和子（慶応義塾）、岸本尚毅（東京）、高柳克弘（早稲田）

### 第2～6回（2019年～2023年）
- 遠藤由樹子（慶応義塾）、岸本尚毅（東京）、高柳克弘（早稲田）

## 掲載
第1回公開選考会
- 朝日新聞 夕刊3面（2018年4月25日）
- 『俳句』2018年5月号
- 『俳句α あるふぁ』2018年夏号

第4回公開選考会
- 『角川俳句』2021年3月号
- 『俳句四季』2021年3月号 俳壇トピックス
- 『俳句界』2021年4月号
- 『俳壇』2021年4月号トピックス